# Teucro (héroe)

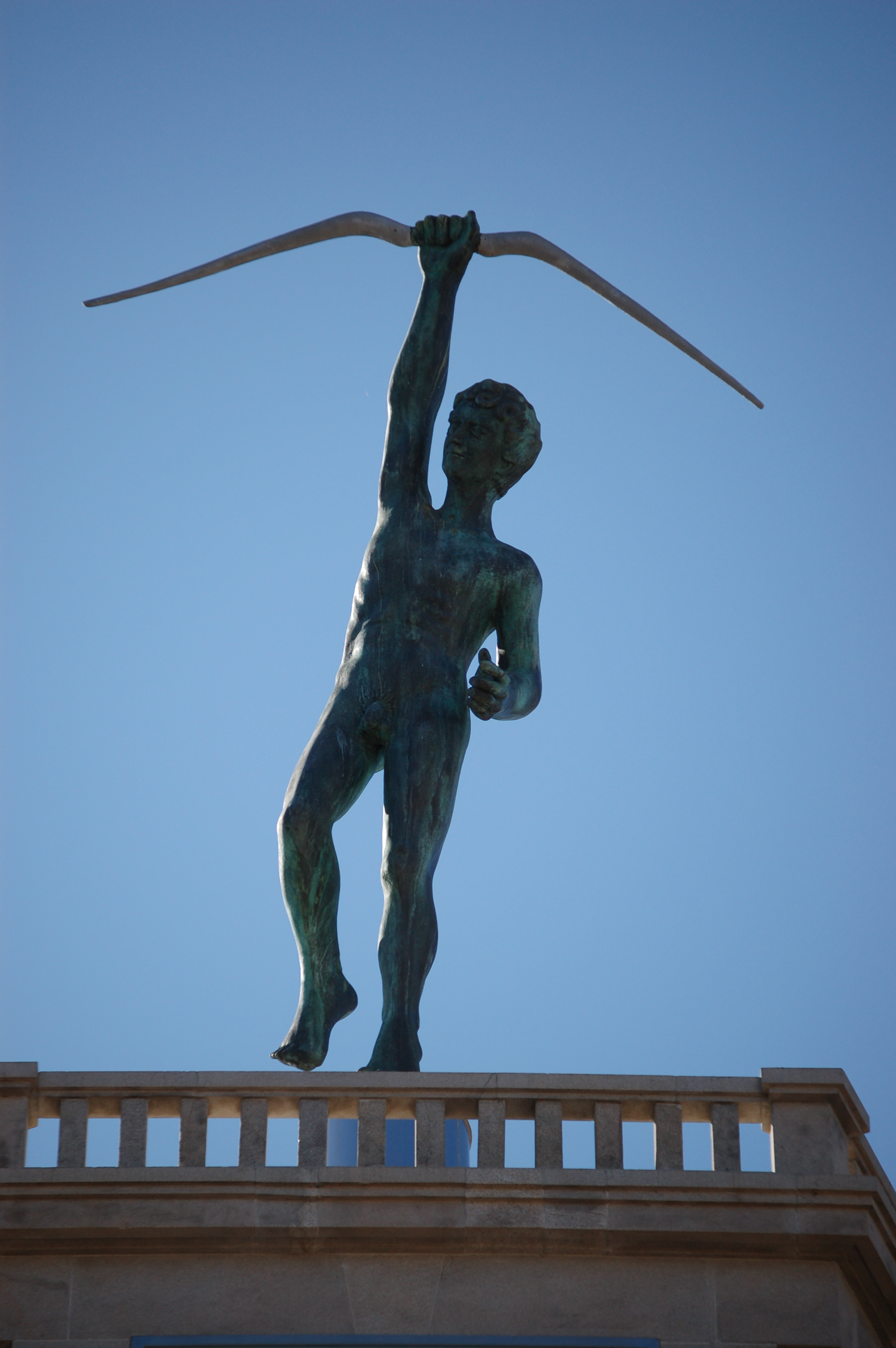
Estatua de Teucro en Pontevedra.

En la mitología griega, Teucro (en griego Τεύκρος) fue un héroe griego hijo de Telamón y de su segunda esposa Hesíone (hija de Laomedonte); y medio hermano de Áyax. Era a su vez sobrino del rey Príamo de Troya y por ello primo de Héctor y Paris, contra los que luchó en la guerra de Troya.
Se le cita como uno de los pretendientes de Helena. Tuvo fama de ser el mejor arquero del bando aqueo, gracias al arco que le regaló Apolo. Habría matado con sus flechas a Héctor, sin la intervención de Zeus, que rompió la cuerda de su arco a tiempo.
En los Juegos fúnebres en honor de Patroclo fue derrotado por Meríones en la categoría del tiro con arco. 
Según algunas fuentes clásicas, fue uno de los guerreros escondidos dentro del Caballo de Troya.
A su regreso al hogar, Telamón le reprochó no haber vengado la muerte de Áyax. Si bien Teucro alegaba que su hermano se había suicidado y no había en quién vengarse, el padre insistió tanto que Teucro tuvo que embarcarse en busca de una nueva patria. En su periplo llegó a las costas de Chipre, donde fundó la ciudad de Salamina, y se casó con una hija del rey de Chipre Cíniras (Eune, según Tzetzes), con la que tuvo una hija, Asteria. Se le cita como ascendiente de los reyes de Chipre hasta Evágoras.
También se nombra a una princesa de Chipre descendiente suya, Anaxáreta, que fue transformada en estatua por los dioses del Olimpo por despreciar el amor de su pretendiente Ifis.
Según Eurípides en su obra Helena, Teucro pasó por Egipto durante su viaje a Chipre, para consultar a la profetisa Teónoe. Allí cuenta a Helena el resultado de la Guerra de Troya, aunque sin saber que es ella.
Según una leyenda, arribó a las costas gallegas, fundando una colonia a la que llamó Helenos (la actual Pontevedra). Según el geógrafo griego Estrabón, había en Iberia un lugar montañoso llamado Odisea con un santuario de Atenea. Este dato lo obtuvo, según él, de Posidonio, Artemidoro de Éfeso, y sobre todo de Asclepíades de Mirlea, que publicó una Descripción de los pueblos de Turdetania. En dicha obra refiere que como recuerdo de los viajes de Odiseo hay colgados escudos y tajamares en ese santuario de Atenea, y que algunos de los que fueron en la expedición de Teucro, quien tras la caída de Troya fue a Iberia, vivieron entre los callaicos. (Véase galaicos).
De hecho, el club de balonmano de Pontevedra lleva su nombre en homenaje al mítico fundador de la "boa vila".
Según la tradición popular y autores (como Silio Itálico, Marco Juniano Justino, Estrabón o Pompeyo Trogo), Teucro fue el fundador de la actual ciudad de Cartagena sobre el 1184 a. C. con el nombre de Tucria (tras ser desterrado por su padre). Aun así, según leyendas anteriores y otros autores, puede que Teucro arribara a las actuales costas cartageneras, pero que la ciudad ya estuviese fundada con anterioridad por decisión del legendario rey Testa.
Según se dice, Teucro encontró la muerte en Galicia, cuando, intentando alcanzar a nado a una ninfa o sirena llamada Leucoiña (o Leucoina), se ahogó. Según otra leyenda, esta misma sirena habría sido la que le mostró el futuro emplazamiento de Pontevedra. 
Dentro de la literatura contemporánea, su figura ha sido tratada por Fernando Lillo Redonet en su obra Teucro. El arquero de Troya (2004).